# Nagroda za Wierność Hokejowi
Nagroda za Wierność Hokejowi im. Siergieja Gimajewa (ros. Награда/Приз За Верность Хоккею) – nagroda przyznawana corocznie zawodnikowi w rosyjskich rozgrywkach hokeja na lodzie KHL.
Trofeum otrzymuje hokeista-weteran, który wniósł cenny wkład w sukces zespołu i w znaczący sposób przyczynił się do osiągnięcia wysokich wyników swojej drużyny w lidze.
Wyróżnienie ustanowiły w 2000 roku fundacja Gwiazdozbiór (Созвездие) i Rosyjski Związek Sportowców
Jest przyznawana od sezonu 2000/2001 najwyższych rozgrywek hokejowych na terenie obecnej Rosji. Od tego czasu obejmuje sezony:
- Superliga rosyjska w hokeju na lodzie (2000-2008)
- Kontynentalna Hokejowa Liga (od 2008)

## Nagrodzeni
| Sezon     | Zawodnik              | Klub                       |
| --------- | --------------------- | -------------------------- |
| 2000/2001 | Władimir Tiurikow     | Spartak Moskwa             |
| 2001/2002 | Aleksiej Amielin      | Łokomotiw Jarosław         |
| 2002/2003 | Aleksandr Siemak      | Dinamo Moskwa              |
| 2003/2004 | Siergiej Osipow       | Mietałłurg Magnitogorsk    |
| 2004/2005 | Walerij Kamienski     | Chimik Woskriesiensk       |
| 2005/2006 | Andriej Potajczuk     | Chimik Mytiszczi           |
| 2006/2007 | Albiert Leszczow      | Chimik Mytiszczi           |
| 2007/2008 | Albiert Leszczow      | Chimik Mytiszczi           |
| 2008/2009 | Oleg Pietrow          | Ak Bars Kazań              |
| 2009/2010 | Aleksandr Korieszkow  | Barys Astana               |
| 2010/2011 | Siergiej Fiodorow     | Mietałłurg Magnitogorsk    |
| 2011/2012 | Andriej Subbotin      | Awtomobilist Jekaterynburg |
| 2012/2013 | Maksim Sokołow        | Nieftiechimik Niżniekamsk  |
| 2013/2014 | Alaksiej Kalużny      | Dynama Mińsk               |
| 2014/2015 | Wiaczesław Kozłow     | Atłant Mytiszczi           |
| 2015/2016 | Konstantin Gorowikow  | Dinamo Moskwa              |
| 2017/2018 | Pawieł Daciuk         | SKA Sankt Petersburg       |
| 2018/2019 | Aleksandr Popow       | CSKA Moskwa                |
| 2019/2020 | Aleksandr Siomin      | Witiaź Podolsk             |
| 2020/2021 | Pawieł Daciuk         | Awtomobilist Jekaterynburg |
| 2021/2022 | Aleksandr Jeriomienko | Dinamo Moskwa              |
| 2022/2023 | Wasilij Koszeczkin    | Mietałłurg Magnitogorsk    |
| 2023/2024 | Jewgienij Biriukow    | Saławat Jułajew Ufa        |
| 2024/2025 | Ilja Kabłukow         | Awangard Omsk              |